# Xenolophium leve
Xenolophium leve är en svampart som beskrevs av Syd. 1925. Xenolophium leve ingår i släktet Xenolophium och familjen Melanommataceae.   Inga underarter finns listade i Catalogue of Life.